# Macrothylacia rubi
Macrothylacia rubi és una espècie de lepidòpter ditrisi de la família dels lasiocàmpids (Lasiocampidae).

## Morfologia
L'envergadura del mascle va de 18 a 25 mm.

## Distribució
De l'Europa occidental a l'Àsia central.

## Hàbitat
Erms, matolls, boscos clars, tanques.

## Comportament
El període de vol va del maig al juliol; una generació. Els mascles són actius dia i nit, les femelles a la nit.
Les plantes nutrícies són nombroses espècies d'esbarzers, diversos arbustos, herbàcies (Fragaria, Potentilla), etc.
Les larves no són irritants, s'enrotllen com un anell si són molestades; després de buscar refugi passen l'hivern amagades i esdevenen crisàlides a la primavera.

## Sistemàtica
L'espècie va ser descrita pel naturalista suec Carl von Linné el 1758, sota el nom inicial de Phalaena rubi.

### Sinonímia
- Phalaena rubi Linné, 1758
- Macrothylacia pygmaea Reuter, 1893
- Macrothylacia rubi ab. transfuga Krulikowsky, 1908[3]

## Galeria

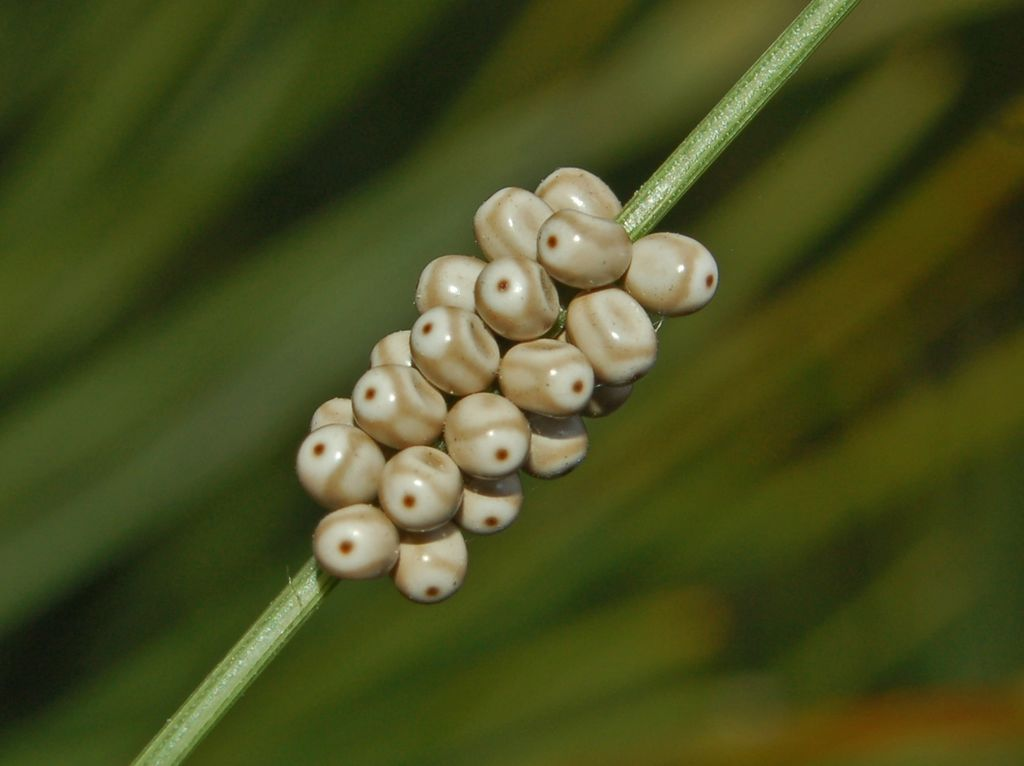
Ous
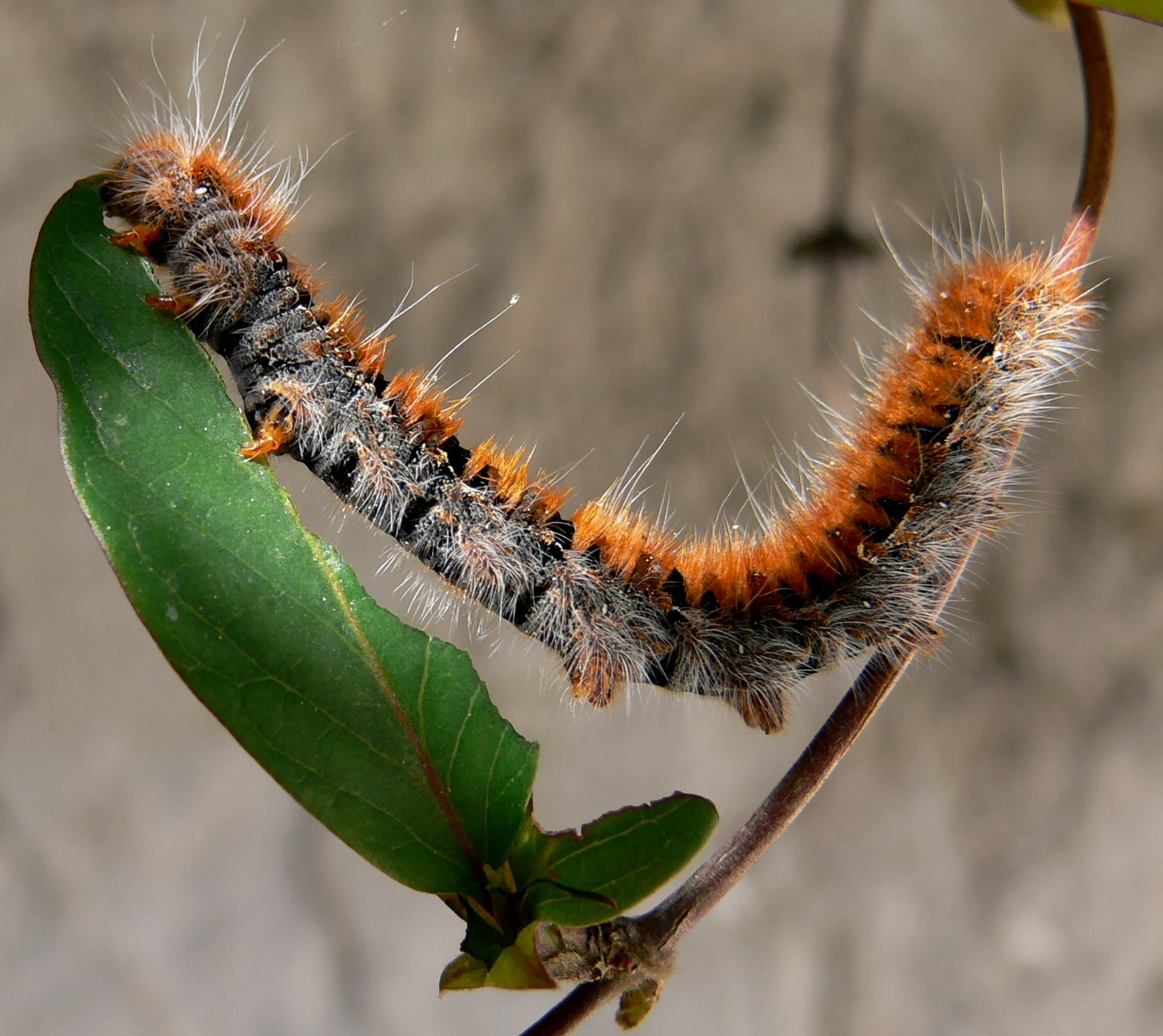
Larva
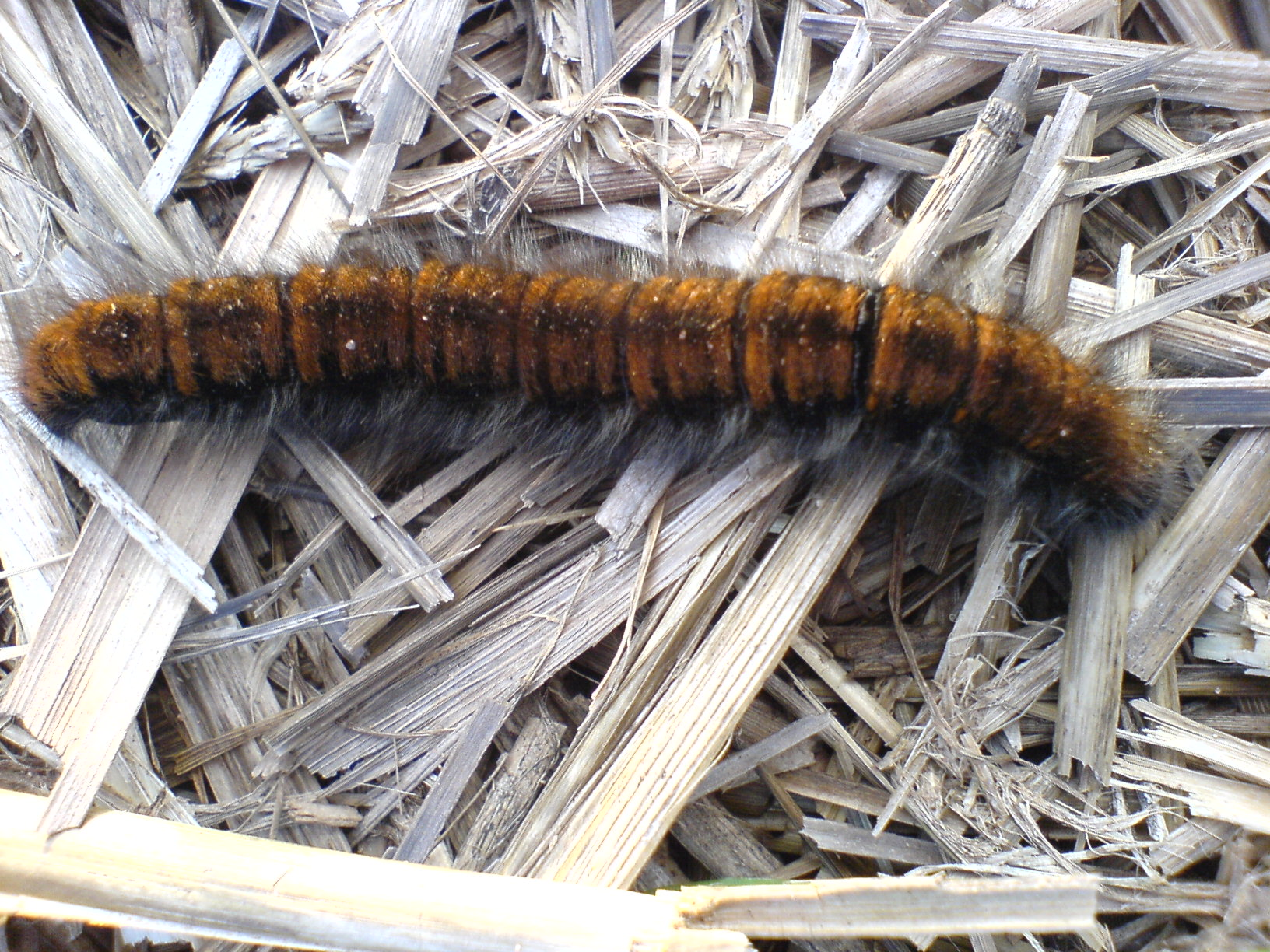
Larva
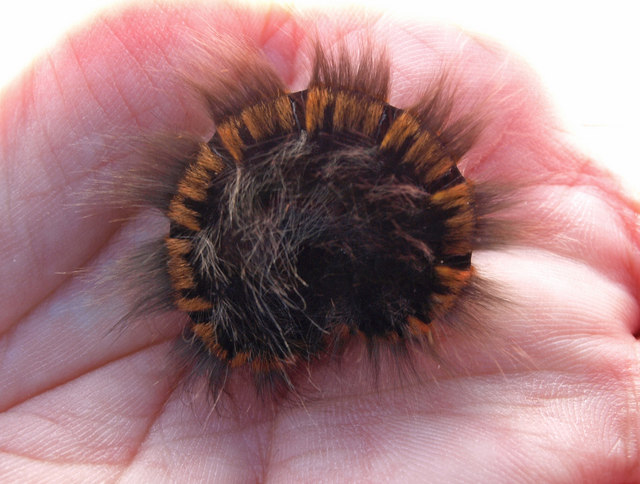
Larva enrotllant-se en anell
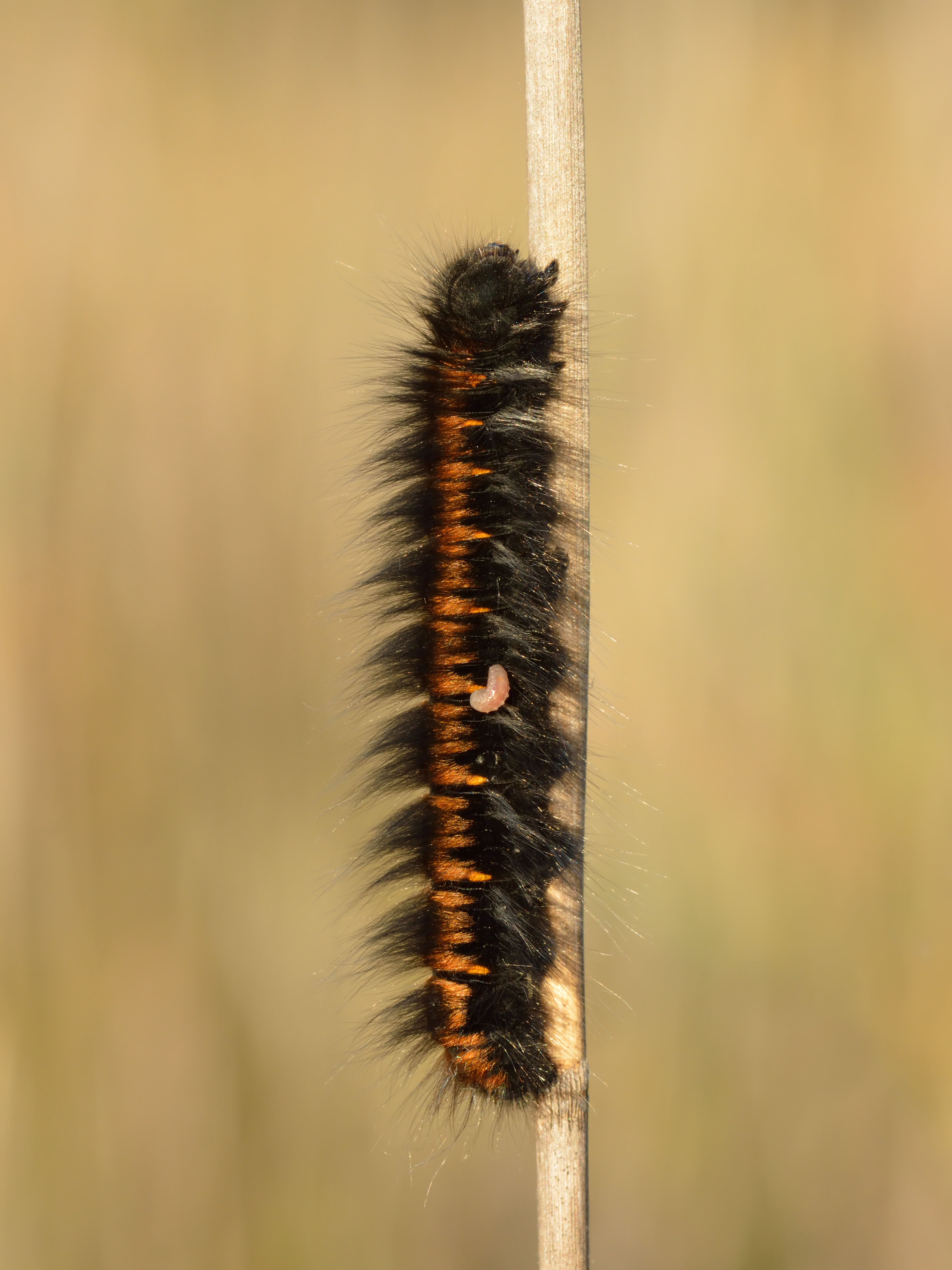
Larva parasitada
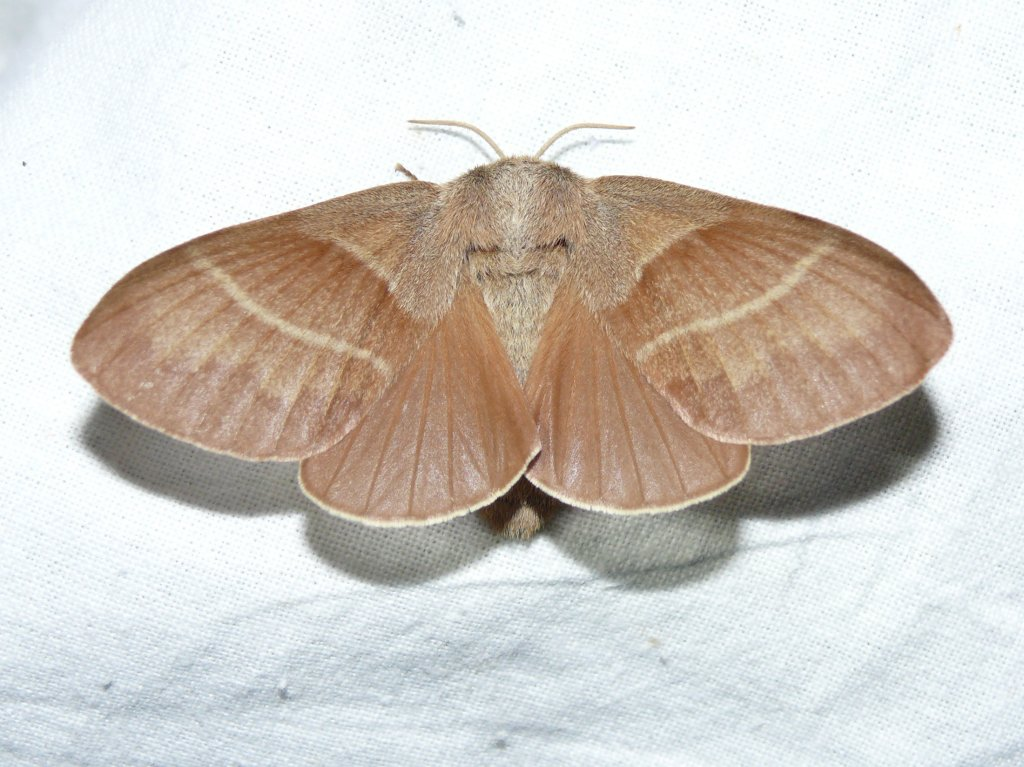
Adult
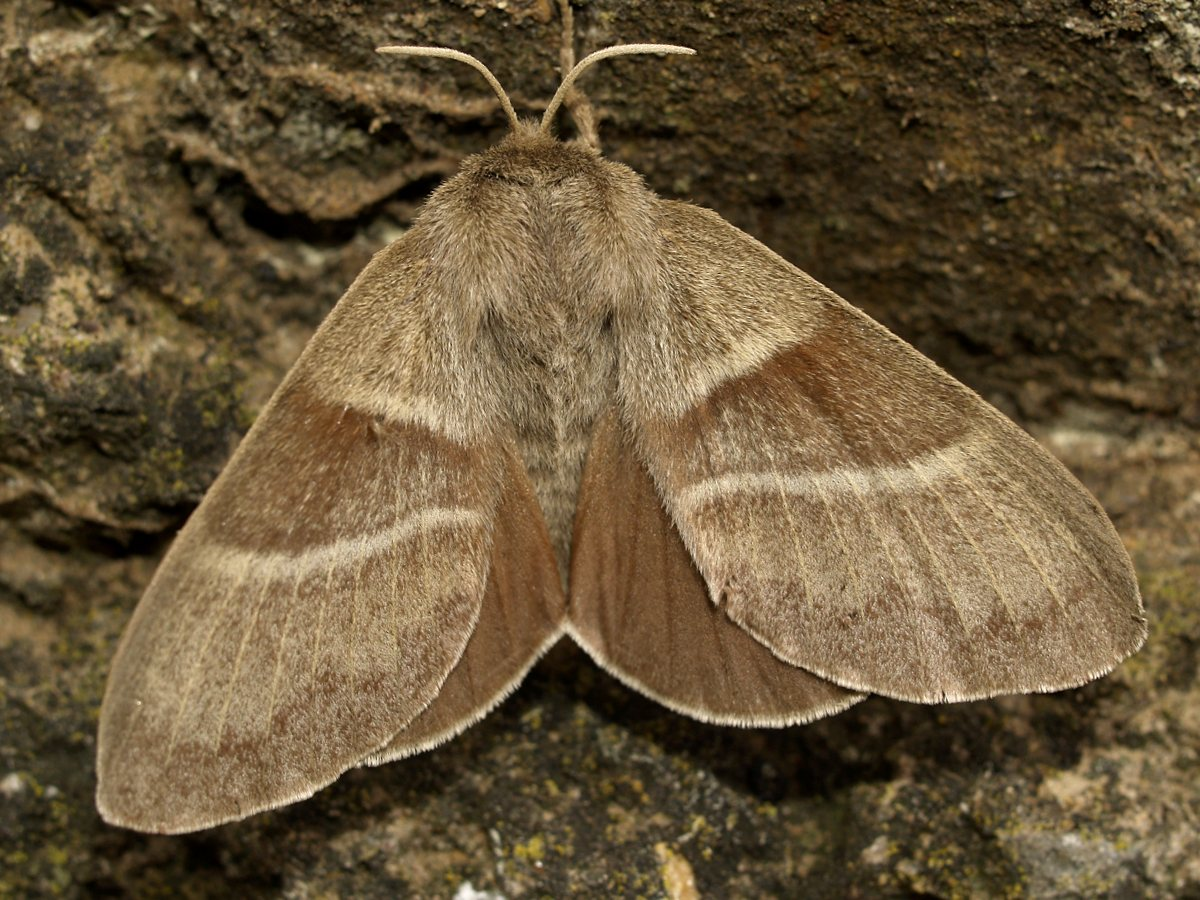
Adult
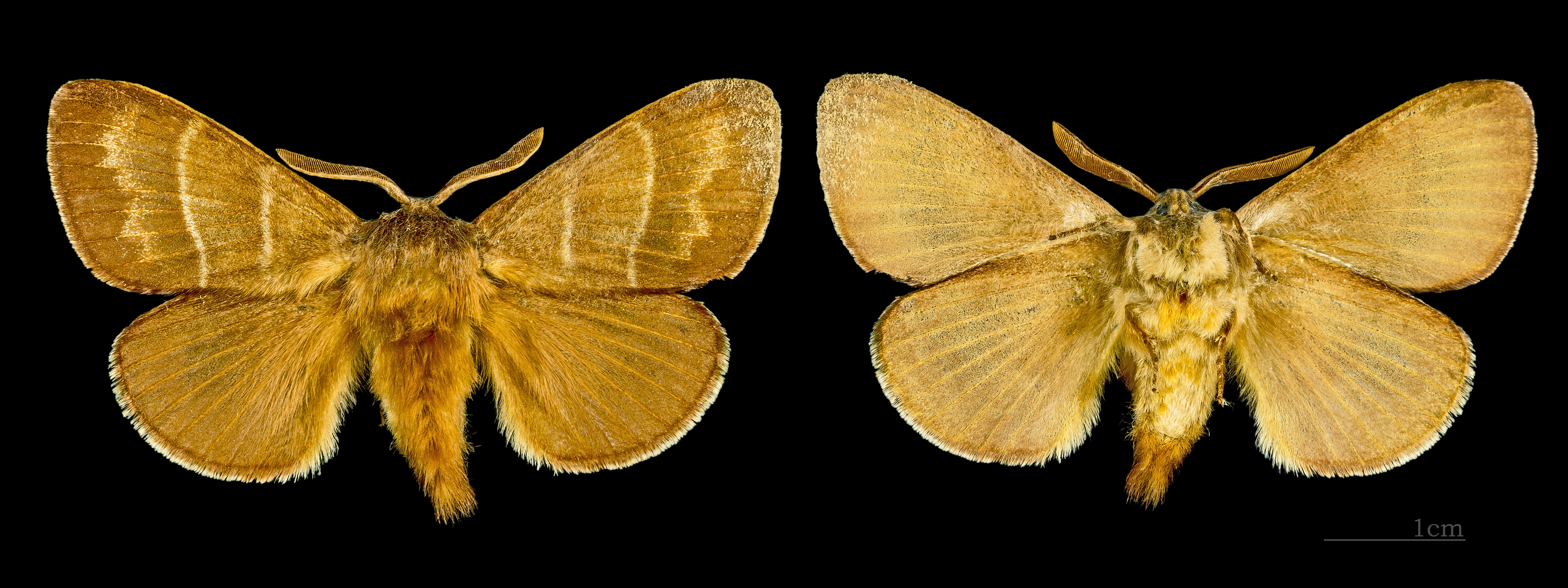
Mascle - Mussidan - Muséum de Tolosa
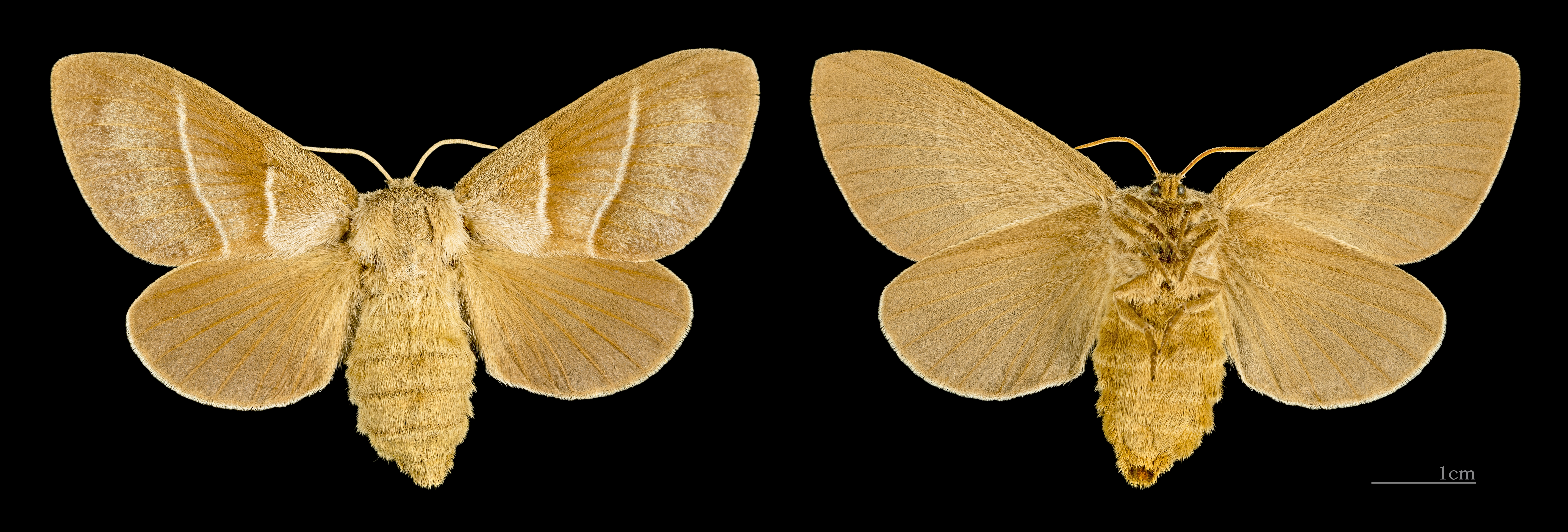
Femella - Mussidan - Muséum de Tolosa